# Palomar Obszervatórium
A Palomar Obszervatórium egy magántulajdonban lévő obszervatórium az Amerikai Egyesült Államokban, Kalifornia állam San Diego megyéjében, Los Angelestől 145 kilométerre délkeletre, a Palomar-hegység területén. Tulajdonosa és üzemeltetője a Kaliforniai Technológiai Intézet (Caltech), a kutatási időt a Caltech és kutatási partnerei használják fel, köztük a Jet Propulsion Laboratory (JPL) és a Cornell Egyetem.
Az obszervatórium több távcsövet üzemeltet, köztük a híres 508 cm-es Hale-távcsövet, és a 122 cm-es Samuel Oschin-távcsövet.

## Etimológia
A palomar szó a spanyol nyelvből származik, jelentése „galambdúc”. A név valószínűleg a nagy számú galambra utal, amiket ősszel és tavasszal lehet látni a Palomar-hegységben.

## Története

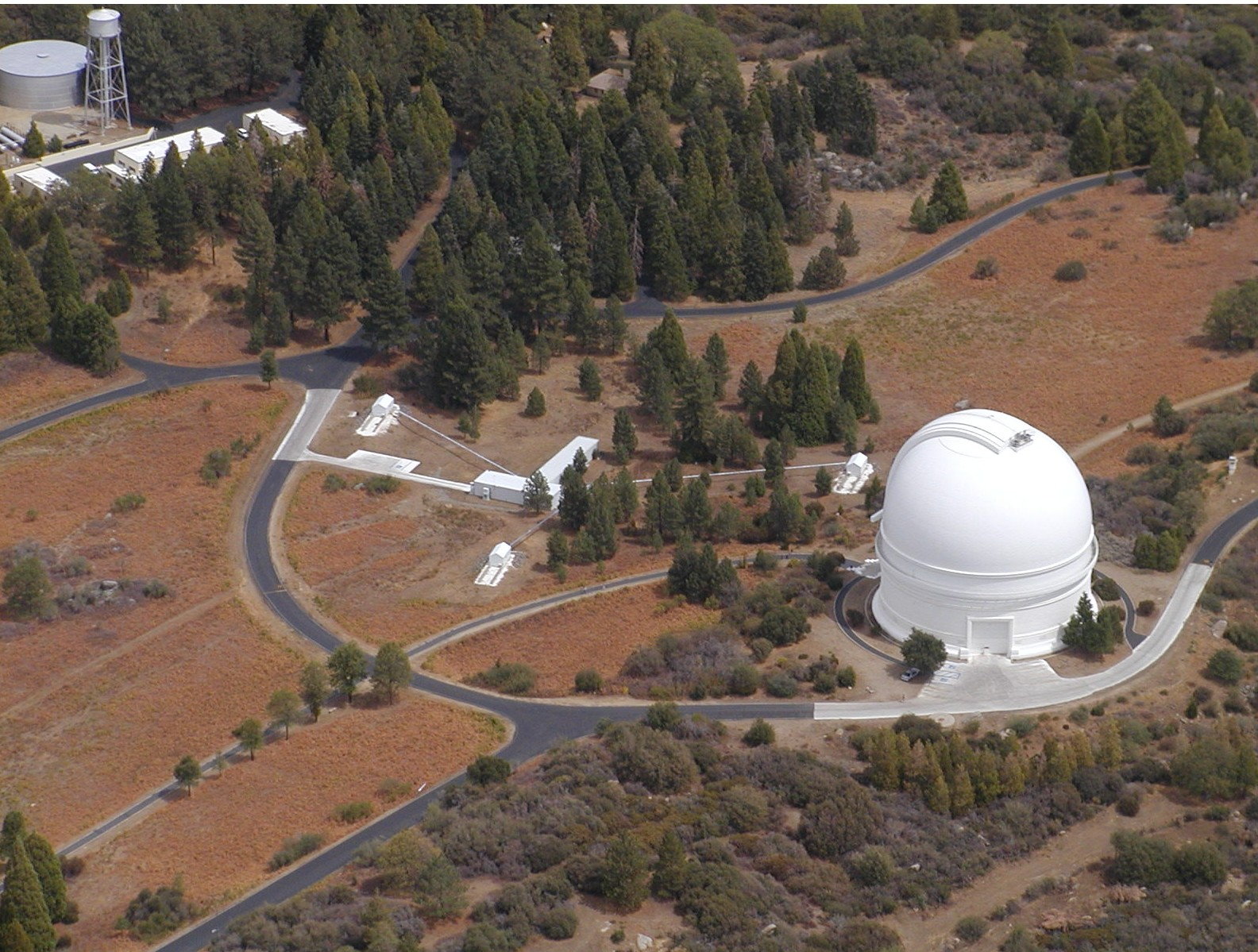
Légi fotó

George Ellery Hale amerikai csillagász 1928-ban publikálta a Harper's magazinban a Nagy távcsövek lehetőségei című cikkét. Ez a cikk tartalmazta azokat az elképzeléseket, amelyek alapján végül megépült az 508 cm-es távcső. Hale remélte, hogy a cikk felkelti az amerikai publikum érdeklődését és támogatni fogják a projektet. A cikk megjelenése után levelet írt a Rockefeller Alapítvány oktatási bizottságának, amelyben segítséget kért a terv megvalósításához. A távcsőnek otthont adó kupolát 1936-ban építették. A második világháború késleltette a projektet, mivel minden mérnök háborús projekteken dolgozott.
A megépült távcső a világ legnagyobb távcsöve volt 1949-től egészen 1976ig, a BTA–6 távcsövének megépítéséig, és a második legnagyobb 1992-ig, amikor megépült a hawaii Keck I-távcső.
A környékbeli települések nagy része árnyékolt közvilágítást alkalmaz, hogy csökkentse az obszervatóriumot zavaró fényszennyezést.

## Igazgatók
- Ira Sprague Bowen, 1948–1964
- Horace Welcome Babcock, 1964–1978
- Maarten Schmidt, 1978–1980
- Gerry Neugebauer, 1980–1994
- James Westphal, 1994–1997
- Wallace Leslie William Sargent, 1997–2000
- Richard Ellis(wd), 2000–2006
- Shrinivas Kulkarni, 2006–

## Külső hivatkozások
- Honlap (angolul)